# إليوت سيلفرستين
إليوت سيلفرستين (بالإنجليزية: Elliot Silverstein)‏ (و. 1927  م) هو مخرج أفلام، ومنتج أفلام، ومخرج تلفزيوني أمريكي، ولد في ماساتشوستس.

## التعليم
تعلم في كلية بوسطن.

## وصلات خارجية
- إليوت سيلفرستين على موقع IMDb (الإنجليزية)
- إليوت سيلفرستين على موقع ألو سيني (الفرنسية)
- إليوت سيلفرستين على موقع ميوزك برينز (الإنجليزية)
- إليوت سيلفرستين على موقع تيرنر كلاسيك موفيز (الإنجليزية)
- إليوت سيلفرستين على موقع أول موفي (الإنجليزية)
- إليوت سيلفرستين على موقع قاعدة بيانات برودواي على الإنترنت (الإنجليزية)
- إليوت سيلفرستين على موقع قاعدة بيانات الأفلام السويدية (السويدية)
- إليوت سيلفرستين على موقع قاعدة بيانات الفيلم (الإنجليزية)
- إليوت سيلفرستين على موقع كينوبويسك (الروسية)